# Souleymane Diamoutene
Souleymane Diamoutene (* 30. Januar 1983 in Sikasso) ist ein ehemaliger malischer Fußballspieler, der auf der Position eines Verteidigers spielte.
Souleymane Diamoutene wechselte in der Saison 2001/02 erstmals ins Ausland zu AS Lucchese Libertas in die Serie C1, hier blieb er zwei Saisons, ehe er zur Saison 2003/04 zur AC Perugia ausgeliehen wurde. Da jedoch der AC Perugia am Ende der Saison in die Serie B abstieg, wechselte er zum Serie-A-Verein US Lecce, wo er danach zur Stammformation gehörte, bis er im Januar 2009 zum AS Rom ausgeliehen wurde. Nach Ende der Leihfrist wurde er wieder ausgeliehen, diesmal zum AS Bari.
Anfang 2012 wechselte er nach Bulgarien zu Lewski Sofia. Im Sommer 2012 wurde sein Vertrag nicht verlängert. Er war ein Jahr ohne Verein, ehe er im Sommer 2013 beim Lupa Roma FC anheuerte. Im Jahr 2015 spielte er für Fidelis Andria. Im Jahr 2016 schloss er sich dem maltesischen Erstligisten Gżira United an.
Zurzeit spielt er regelmäßig für die Nationalmannschaft Malis.

## Erfolge
- Teilnahmen: Fußball-Afrikameisterschaft 2004 und Fußball-Afrikameisterschaft 2008